# Gertrude Cox
Gertrude Mary Cox (Dayton Iowa, 13 de enero de 1900 - 17 de octubre de 1978) fue una estadística estadounidense. Su excepcional habilidad organizadora y su convencimiento de que las estadísticas necesitaban ser prácticas para los investigadores la llevaron a tender un puente entre teóricos e investigadores.

## Estudios
Inicialmente, Cox se preparó para ser diaconisa en la Iglesia Episcopal Metodista, pero decidió seguir una vida más académica, licenciándose en Matemáticas en la Universidad Estatal de Iowa en 1929. Recibió el primer premio de la licenciatura superior en Estadística por la Universidad Estatal de Iowa en 1931. Desde 1931 hasta 1933 estudió Estadística psicológica y ejerció de ayudante en la Universidad de California, Berkeley.

## Vida profesional
Volvió a Iowa en 1933 para ayudar a George Snedecor encabezando el recién creado Laboratorio Estadístico, y fue nombrada profesora adjunta investigadora en 1939. Durante este periodo trabajó en Estadística y comenzó a investigar en diseño experimental. También reunió una serie de notas sobre diseños estándar, los cuales finalmente configuraron el libro Diseños Experimentales, escrito junto con William G. Cochran y publicado en 1950.
En 1940 fue elegida para organizar y dirigir el Departamento de Estadística Experimental en la Facultad de Agricultura de la Universidad de Carolina del Norte, como resultado de una nota al pie en una carta de Snedecor a la Universidad en la cual recomendaba a cinco hombres, aunque añadía “Por supuesto, si pudieseis considerar una mujer para este puesto, yo recomendaría a Gertrude Cox de mi equipo”. En enero de 1941, el departamento comenzó a funcionar con Cox como primera mujer directora de departamento y catedrática de esta Universidad, un cambio propicio que cambió el curso de las estadísticas en Carolina del Norte.
Se fundó el Instituto de Estadística de la Universidad de Carolina del Norte en 1944 con Cox como directora, añadiendo muchos nuevos miembros facultativos, incluido Cochran. Contrató a Harold Hotelling para dirigir el nuevo Departamento de Estadística Matemática en 1946 y en 1949 ayudó a implantar el Departamento de Bioestadística en la Facultad de Salud Pública, con Bernard G. Greenberg como director. Los tres departamentos prosperaron bajo su dirección, aportando muchas de las figuras estadísticas de hoy en día. Cox continuó enseñando, perfilando en sus muchos años de consultoría como producir ejemplos prácticos de la vida real para ilustrar diseños experimentales, los cuales fueron impecablemente calculados antes de la llegada de los ordenadores.
Se retiró de su cargo universitario y del Instituto de Estadística en 1960 para organizar y dirigir la División de Investigación Estadística del Research Triangle Institute (RTI). Desde 1965  ejerció como asesora del RTI y de las agencias gubernamentales. En esos años cambió su orientación, dirigiéndola hacia el exterior, promocionando actividades estadísticas en Egipto y Tailandia. Hizo 23 viajes internacionales y durante su “jubilación” recibió muchas visitas internacionales en Raleigh (Carolina del Norte), que venían a visitarla y conocer las instalaciones del RTI que ella había ayudado a construir.
Las contribuciones de Cox incluyen su participación activa en sociedades y organizaciones estadísticas. En 1945, llegó a ser redactora jefe (durante 11 años) del Biometrics Bulletin de la American Statistical Association (ASA). En 1947 fundó la Biometric Society y fue presidenta de la ASA en 1956 y de la Biometric Society en 1968 y 1969. 
Recibió multitud de reconocimientos a lo largo de su vida. En 1944, se la hizo socio de la American Statistics Association y del Institute of Mathematical Statistics. En 1949 se convirtió en la primera mujer electa en el International Statistical Institute. En 1957, se la nombró socio de honor de la Royal Statistical Society. En 1975 fue elegida para la Nacional Academy of Sciences. En 1977 se instauró en su honor la beca de investigación Gertrude M. Cox, dotada con 200.000 dólares, en la Universidad de Carolina del Norte.
Además de sus logros profesionales, se la conoció por el interés personal que se tomó con los familiares, amigos, mujeres e hijos de sus compañeros. La Memoria del Departamento de Estadística en la Universidad de Carolina del Norte conserva muchos recuerdos de su labor allí, desde recortes de noticias de premios al departamento a invitaciones de boda o tarjetas de Navidad enviadas o recibidas. Cox murió de leucemia en octubre de 1978. En un artículo conmemorativo, tres de sus compañeros escribieron “para aquellos de nosotros que fuimos afortunados de estar con ella tanto tiempo, Raleigh nunca será lo mismo” (Anderson y otros, 1979).